# Terry Rowley
Terry Rowley (...) è un tastierista britannico.

## Biografia
Era soprattutto noto come membro dei Trapeze, con i quali ha inciso il primo album eponimo.